# Blai Corona
La Blai Corona è una struttura geologica della superficie di Venere.